# Deirdre Quinn
Deirdre Quinn (* 1970 in den USA) ist eine US-amerikanische Schauspielerin.

## Leben
Quinn schloss im Jahr 1993 ein Studium der Theaterkunst am Lynchburg College in Lynchburg (Virginia) ab. Außerdem absolvierte sie ein Schauspielstudium an der New York University. Die Schauspielerin debütierte in einer Folge der Fernsehserie The City aus dem Jahr 1995. Nach einigen weiteren Gastauftritten in Fernsehserien übernahm sie eine größere Rolle im Fernsehdrama The Last Dance aus dem Jahr 2000. Im gleichen Jahr war sie in der Komödie Miss Undercover zu sehen, in der sie Mary Jo Wright (Miss Texas) verkörperte, die während des Showdowns mit der verdeckt arbeitenden FBI-Agentin Gracie Hart (Sandra Bullock) um die Krone kämpft und von dieser notgedrungen geschlagen wird. Größere Rollen übernahm sie in den Fernsehthrillern Das Tagebuch der Ellen Rimbauer (2003) und Jane Doe: Ties That Bind (2007). Im Western Aces 'N Eights (2008) trat sie in einer größeren Rolle an der Seite von Casper Van Dien, Bruce Boxleitner und Ernest Borgnine auf.

## Filmografie (Auswahl)
- 2000: The Last Dance
- 2000: Miss Undercover (Miss Congeniality)
- 2002: New Suit
- 2003: Das Tagebuch der Ellen Rimbauer (The Diary of Ellen Rimbauer)
- 2006–2007: Heroes (Fernsehserie)
- 2007: Jane Doe: Ties That Bind
- 2008: Aces 'N Eights